# Digda
Digda è un sito archeologico anatolico il cui toponimo, di origine lidia, è di significato sconosciuto. Il toponimo ha poi assunto la forma turca Adagide, che è sopravvissuto fino a quando il nome della città è stato ufficialmente cambiato in Ovakent.
Digda si trova circa 14 km a est di Tire e 12 km a sud di Ödemiş, e può essere raggiunta da entrambi i due centri. È situata sul versante nord della catena montuosa che circonda la parte meridionale della valle del fiume Caistro (detto ora Küçük Menderes, ovvero Piccolo Meandro)  in un punto in cui i rilievi declinano verso la pianura.
La posizione remota del sito ha fatto sì che i suoi resti siano per nulla valorizzati.